# Posto Emissor do Funchal
O Posto Emissor do Funchal, no ar desde 28 de Maio de 1948, é uma estação de rádio portuguesa com sede no Funchal, na Madeira. Tem dois canais com programação diferente: O Canal 1 em OM 1530 kHz, e o Canal 2 em FM 92.0 MHz.
Após um período experimental, o Posto Emissor de Radiodifusão do Funchal foi oficialmente inaugurado a 28 de Maio de 1948, nas instalações do Teatro Municipal Baltazar Dias, onde funcionaram provisoriamente os primeiros estúdios da nova estação de rádio.
O Posto Emissor do Funchal começou a sua actividade de radiodifusão sonora em 1948 com um emissor de 150 watts em Onda Média, transmitindo em dias alternados da semana. Em 1952, aumenta a potência para 500 watts e as emissões passam a ser diárias. Mais tarde, em 1959, passa a emitir com 1 kwatt de potência e em 1986 com 10 kwatts.
Em 1967, o Posto Emissor do Funchal começa também a operar em Frequência Modulada (FM), sendo na região a primeira estação de rádio a transmitir nesta frequência, de início apenas com 250 watts e a partir de 1997 com 2 kwatts.
Entre 1967 e 1998, o PEF passa por diversas transformações a nível de crescimento e expansão. Desse esforço, resulta uma emissão de 24 horas por dia, tanto em Onda Média como em FM.
Paralelamente à actividade de radiodifusão sonora, desde 1992 o Posto Emissor do Funchal promove e publica o Almanaque PEF.